# ネストル・キルチネル
ネストル・カルロス・キルチネル（Nestor Carlos Kirchner、1950年2月25日 - 2010年10月27日）は、アルゼンチンの政治家。第55代大統領。南米諸国連合初代事務局長（2010年5月4日 - 2010年10月27日）。

## 来歴
アルゼンチン南部パタゴニア地方のサンタクルス州リオ・ガジェゴス市生まれ。父親はドイツ系スイス人の移民を、母親はチリのプンタ・アレーナス出身で、クロアチアからの移民を先祖にもつ。ペロン党の青年組織に参加し、1966年から1973年までの軍事政権への反対運動に参加。1970年代初期、ラ・プラタ国立大学で法学を学び、弁護士となる。70年代後半には軍事政権により2度投獄された。

### 政治活動
1983年民政に復帰すると、彼は州政府の社会保障部門の長に就任するが、84年に州政府と財政方針について対立して、更迭される。しかし1987年にはリオ・ガジェゴス市の市長に当選、更に1991年にはサンタクルス州知事に当選した。
キルチネルはサンタクルス州のインフレと財政赤字、高失業率の改善に成功して注目を集める。当時の大統領は同じペロン党のカルロス・メネムであったが、メネム大統領の新自由主義経済政策に批判的だった。彼は州の財政再建よりむしろ、地域の経済刺激策を重視し、人権問題については急進派であった。
キルチネルは1995年に州知事に再選されるが、メネム大統領との対立は深まった。1998年、憲法を改正して3期目の大統領選に出馬しようとするメネムを党内抗争で引き下ろして、ブエノスアイレス州知事エドゥアルド・ドゥアルデをペロン党の大統領候補に指名することに成功する。
1999年、キルチネルはサンタクルス州知事に三選されるが、大統領選でドゥアルデは急進民主連合のデ・ラ・ルアに大敗し、ペロン党は政権を失う。しかし、デ・ラ・ルアはメネム政権末期の放漫財政によって悪化したアルゼンチン経済を立て直すことができないまま、2001年11月にアルゼンチン経済は破綻、デフォルトに追い込まれる。暴動と略奪、ゼネラル・ストライキの中でデ・ラ・ルアは退陣に追い込まれ、ペロン党のアドルフォ・ロドリゲス・サアが暫定大統領となったが、わずか1週間で辞任。続いて先の大統領選でデ・ラ・ルアに敗北したエドゥアルド・ドゥアルデが暫定大統領となった。

## 大統領
2003年の大統領選挙では、ペロン党から3人の候補者（メネム、キルチネル、先に1週間だけ暫定大統領を務めたロドリゲス・サア）が出馬する事態となり、急進民主連合から離れたリカルド・ロペス・ムルフィ、急進左派のエリサ・カリオとあわせて5人の有力候補が争った。1回目の投票で1位となったのはメネムであったが、その得票は約24%で、2位となったキルチネルとの得票差は僅かだった。メネムは、一連の経済混乱の元凶をもたらした人物として多くの国民の反感を買っており、それ以上得票をのばせる見込みがなかったため、決選投票への出馬を辞退し、キルチネルの当選が決まった。
出身政党のペロン党は左翼政党ではないが、当選後の政策は左派色が強く、メネム以降の新自由主義的経済政策を転換した。また、対外債務の返済より、国内の経済回復を優先する経済・財政運営を行っている。そのため、国際通貨基金や新自由主義者からは非難を浴びることが多いが、破産状態にあった経済・財政を短期間に立て直して、2002年の経済成長率-10.9%から、03年8.7%、04年9.0%と急回復を遂げ、物価上昇率も2002年25.9%から03年13.5%、04年4.4%と急低下、失業率も改善しつつあり、経済運営は一応の成功を収めた。それに伴い国民の間の人気も非常に高い。
また、民政復帰後の歴代政権が曖昧な態度に終始してきた軍政時代の人権侵害について断固たる態度を見せ、反政府派市民の殺害などに関与した軍人の訴追を進めている。外交的にもブラジルのルーラ政権・ベネズエラのチャベス政権・キューバのカストロ政権との連携を深めている。特にブラジル・ベネズエラとの間ではガス・パイプラインの建設計画で合意している。

## 政権移譲
アルゼンチンの大統領は連続再選が可能だが、2007年秋の大統領選挙には彼自身は出馬せず、代わって妻のクリスティーナ・フェルナンデス・デ・キルチネル上院議員が出馬して当選した。

## 人物
同じペロン党に所属するメネム元大統領との確執は有名である。政治的にも右派・新自由主義経済派のメネムと、左派・反新自由主義経済派のキルチネルは相容れないが、サンタクルス州知事であった当時、大統領の執務室を訪れたキルチネルが、メネム大統領が席を外した間に大統領の椅子に座り、「将来に備えて座り心地を試してみた」と言ったことがメネムに伝わり、怒りを買ったことがきっかけになったというエピソードもある。
また、ドゥアルデ元暫定大統領とも、1999年の大統領選の際にはキルチネルがドゥアルデを支援、2003年の大統領選では逆にドゥアルデがキルチネルを支援するなど盟友関係にあったが、2005年10月の国会議員選挙の候補者リストを巡って決裂し、それぞれの夫人同士が同じ選挙区から上院選に出馬して対決するなど、敵対関係となっている。
キルチネルが最も信頼した側近では毛沢東主義への傾倒で「エル・チーノ」（中国人の意）の愛称で親しまれたカルロス・ザニニが知られ、政界進出したキルチネルはザニニを要職に抜擢し続け、ザニニはキルチネル夫妻の演説や法案の起草などで暗躍したことで黒幕とも呼ばれた。
斜視だったことで知られている。

## 死去

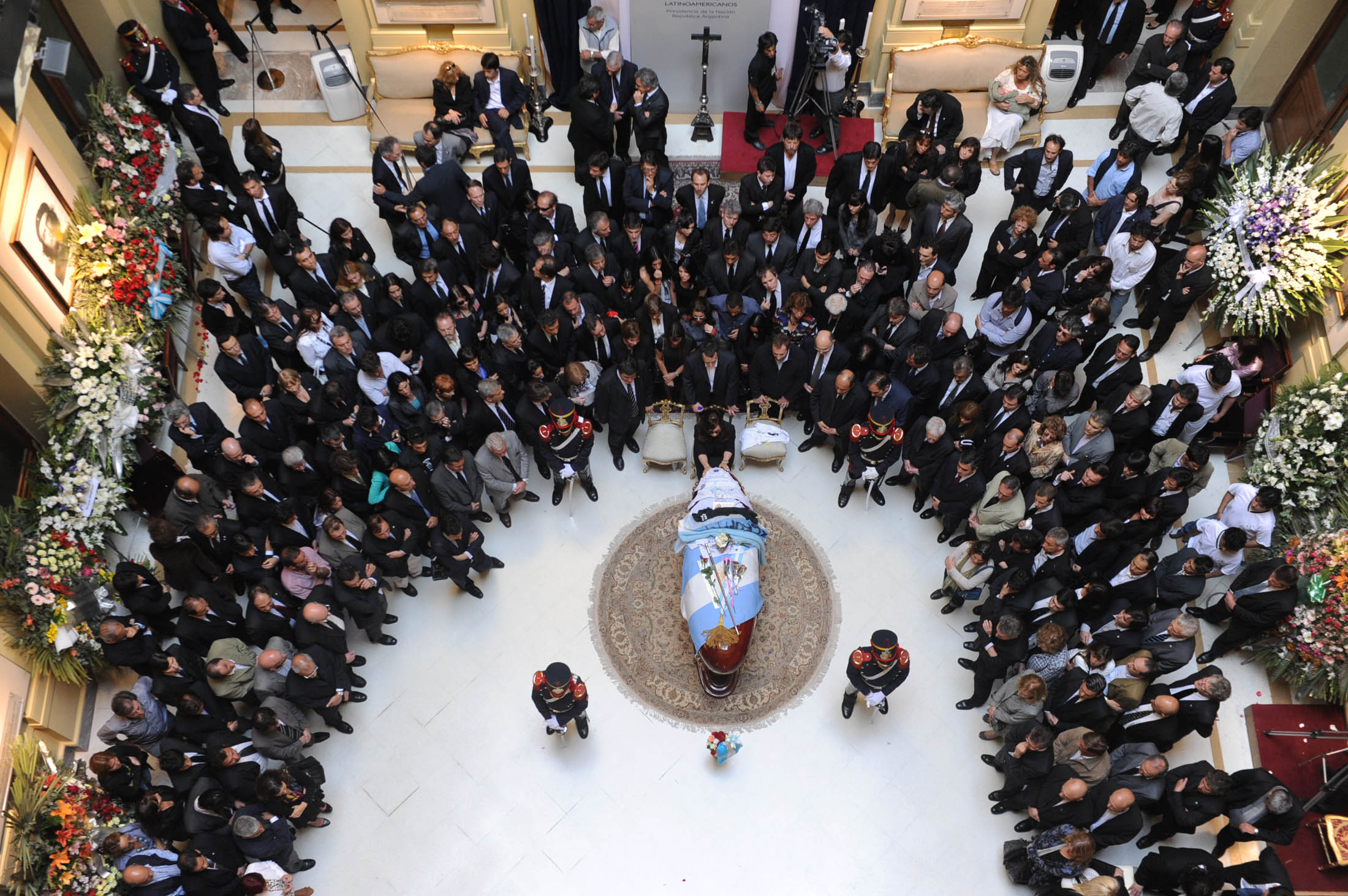
国葬のために大統領官邸の「ラテンアメリカ200年史における英雄らの間」に安置されたキルチネルの棺。

2010年10月27日、アルゼンチンのサンタクルス州エル・カラファテにて、心臓発作の為に死去。遺体は翌28日の未明にブエノスアイレス市中心部の大統領府に到着し、午前10時から翌29日10時まで24時間の予定で（実際には2時間延長されたが）大統領府が一般弔問客向けに開かれ、何万人もの市民がキルチネルに最後の別れを告げた。また、ウルグアイのムヒカ、エクアドルのコレア、コロンビアのサントス、チリのピニェラ、パラグアイのルゴ、ブラジルのルラ、ベネズエラのチャベスおよびボリビアのモラレス各大統領が弔問に訪れた。その後遺体は故郷のリオ・ガジェゴスに移送され、そこでも何万人もの市民が哀悼の意を表すべく駆けつけた中で埋葬された。60歳没。